# Exkixu
 (octobre 2015).
Si vous disposez d'ouvrages ou d'articles de référence ou si vous connaissez des sites web de qualité traitant du thème abordé ici, merci de compléter l'article en donnant les références utiles à sa vérifiabilité et en les liant à la section « Notes et références ».
Exkixu est un groupe de musique basque de Gernika crée dans les années 1990. Le mélange d'une rythmique Rock avec le son de l'alboka est une des caractéristiques du groupe.
Certains membres de ce groupe ont continué l'aventure musicale avec le groupe Gatibu.

## Membres
- Alex Sardui (chant)
- Iñigo Ibarretxe (alboka)
- Jon Artetxe
- Josu Artetxe (batterie)

## Groupe
- Si vous ne connaissez pas le sujet, laissez ce bandeau (vous pouvez alors contacter les auteurs).
- Si vous supprimez le contenu mis en cause (vous pouvez préalablement contacter les auteurs),

argumentez précisément cette suppression dans la page de discussion
(un manque de référence n'est pas un argument ; une recherche réelle de référence doit avoir été effectuée, être formellement documentée).
Parmi les thèmes de prédiclection du groupe gernikar on peut noter la mythologie (Sorginak Leizean), les luttes sociales 
(Urruntasunaren ahotsa) et la tradition basque (Amaiur).
S'efforçant de mélanger le rock au folk, ou en ajoutant des instruments traditionnels au rock selon
le point de vue, ils ont rencontré un succès notable surtout dans la partie sud du Pays basque.
Avec leurs paroles chantées en biscayen, ils ont su rester proches du public et ont pu sortir ainsi
deux albums.
En 1990, Jon Mikel Arronategi (basse), Josu Artetxe (batterie), Alex Sardui (voix) et
Aitor Albizuk (guitare) créent le groupe Xe Osti, mais ils ne donnent jamais de concerts.
Au début de l'année 1991, grâce à une initiative lancée par la mairie de Gernika, ils 
récoltent de l'argent pour un enregistrement. Ainsi, en mars ils enregistrent un disque
de quatre chansons aux studios Lorentzo Records de Berriz. Pour baptiser le groupe
ils prennent le nom d'un livre de Txillardegi : Exkixu. Ensuite,
ils donnent quelques concerts, mais le groupe ne persiste pas dans cette voie.
La même année, vers l'été, Arronategi et Artetxe rencontrent Jose Miguel Guisan (guitare) 
d'Algorta et essayent de jouer ensemble. En 1992, pour faire connaître le groupe, ils
décident d'enregistrer une maquette et ils vont en studio courant mars, avec à l'alboka 
Iñigo Ibarretxe de Zornotza. Comparé à l'enregistrement précédent, le résultat est 
complètement différent bien qu'il y ait encore le mélange folk-rock. La maquette attire l'attention de deux maisons de disques et 
le groupe choisit le label pamplonais Gor. Les concerts en Biscaye commencent et en
octobre 1993, le groupe retourne au studio Lorentzo Records. Avant d'enregistrer le disque,
Josemi Guisan abandonne le groupe et le bilbain Esteban Mediavilla le remplace. Avant Noël,
ils sortent leur premier disque Exkixu (Gor, 1993). Les chansons sont puissantes 
et mélodiques, mais restent profondément attachées au répertoire
traditionnel avec l'influence de l'alboka, de l'accordéon et de la gaïta. De surcroit,
des bertsolaris participent au disque. Toutes les chansons sont du groupe, sauf la
chanson Agur arrangée d'une musique de Motörhead. Les paroles de la chanson Portu
zaharra proviennent d'un poème de Joseba Sarrionandia. Ils reprennent deux chansons
de la maquette : Sua, sua et Urruntasunaren ahotsa. Igor Elortza et Unai Iturriaga 
ont écrit les bertsos, Joseba Tapia joue de l'accordéon et le guitariste Jose Alberto 
Batiz contribue dans les morceaux Matxinada, Agur et Aurkitu zintudan.
Après trois mois sans apparition sur scène, ils donnent leur premier concert de retour en
Février 1994 à Buralata (Communauté forale de Navarre). En s'efforçant de faire
connaître le groupe, ils donnent de nombreux concerts. Sua, sua est sans doute une de leurs
chansons les plus connues, et grâce à des paroles de chansons en biscayen une partie 
de la jeunesse du Pays basque a pu s'identifier : 
les histoires de relations charnelles, les sentiments, l'envie de liberté, les 
revendications ou la dénonciation du machisme... Pour qu'ils décident d'enregistrer un
second album, un an et demi se sont écoulés et aussitôt le groupe est pris dans une succession 
de concerts. Les musiciens deviennent à moitié professionnels.
Pour renforcer les restes du Paganisme et la Mythologie, une danse que font dans
les concerts les momotxorrek au son  de l'alboka devient emblématique du groupe.
Gaua heldu orduko (Gor, 1995) est lui aussi enregistré et mixé au studio 
"Lorentzo Records" à l'été 1995. Josu Monge en est le technicien du son et Jose Alberto
Batiz l'assiste dans le travail de production.
Dans ce dernier, Iñigo Ibarretxe en plus de l'alboka, a aussi enregistré le txistu; Et
pour l'accordéon, c'est par contre Igor Arzuaga et Ritxar Cuevas qui participent à 
l'enregistrement. En plus des bertsolaris habituels, Unai Ormaetxea a participé à cet
album. C'est Asier Serrano qui a écrit les paroles de la chanson Hau dok umorie et
Inaki Aurrekoetxea Arkotxa a écrit celles de Sexua, ze sua et de Gure hitza. Le
groupe a acquis dorénavant une plus grande experience avec les instruments et trouvé un son 
propre à lui . De plus, les instruments folk - alboka, kazoo- occupent une moindre place, 
avec les arrangements de la guitare par-dessus. Comme souligné dans les paroles des
chansons Sorginak, Amaiur ou Sexua, les injustices et la révolution sont
les principaux thèmes abordés. Sorginen leizean(Dans la grotte aux sorcières) et
Amaiur sont devenues les chansons plus connues de l'album.
Ils ont enchainé beaucoup de concerts, mais ne sont sortis qu'une seule fois du
Pays basque  à l'occasion d'un festival à Saragosse en faveur d'un prisonnier.
En tout, c'est 300 concerts qu'ils ont donnés. En décembre 1996, dans une compilation
en faveur de l'association Euskal Herrian Euskeraz (Au Pays basque en langue basque)
ils adaptent une chanson de Benito Lertxundi Loretxoa. Ceci sera leur dernière
production publique.
En octobre 1997, par suite d'une opération policière de la Ertzaintza, ils 
abandonnent le groupe. En fait, quelques semaines plus tôt, le 5 octobre, le dernier
concert officiel du groupe est donné à l'occasion d'une fête des kilomètres de 
Pasaia-Lezo. Après cela, ils donnent un autre concert dans le coin de 
Errigoiti, avec Su Ta Gar, Idi Bihotz, Mikel Markez et Etxabe Anaiak en 
hommage au prisonnier Kepa Arronategi. Ultérieurement, Alex Sarduik et Jon Artetxe
ont sorti ensemble le disque Txulufrina eta arrosa. Trois mois plus tard, ils 
commençaient la création du groupe Gatibu. De son côté, Jon Mikel Arronategi, joue
dans le groupe Ken Zazpi. Les deux groupes ont largement contribué au succès 
d'Exkixu.

## Discographie
- Exkixu (GOR Diskak, 1993)
- Gaua Heldu Orduko (1995)